# Werwolf (Quartier général)
Pour les articles homonymes, voir Werwolf (homonymie).

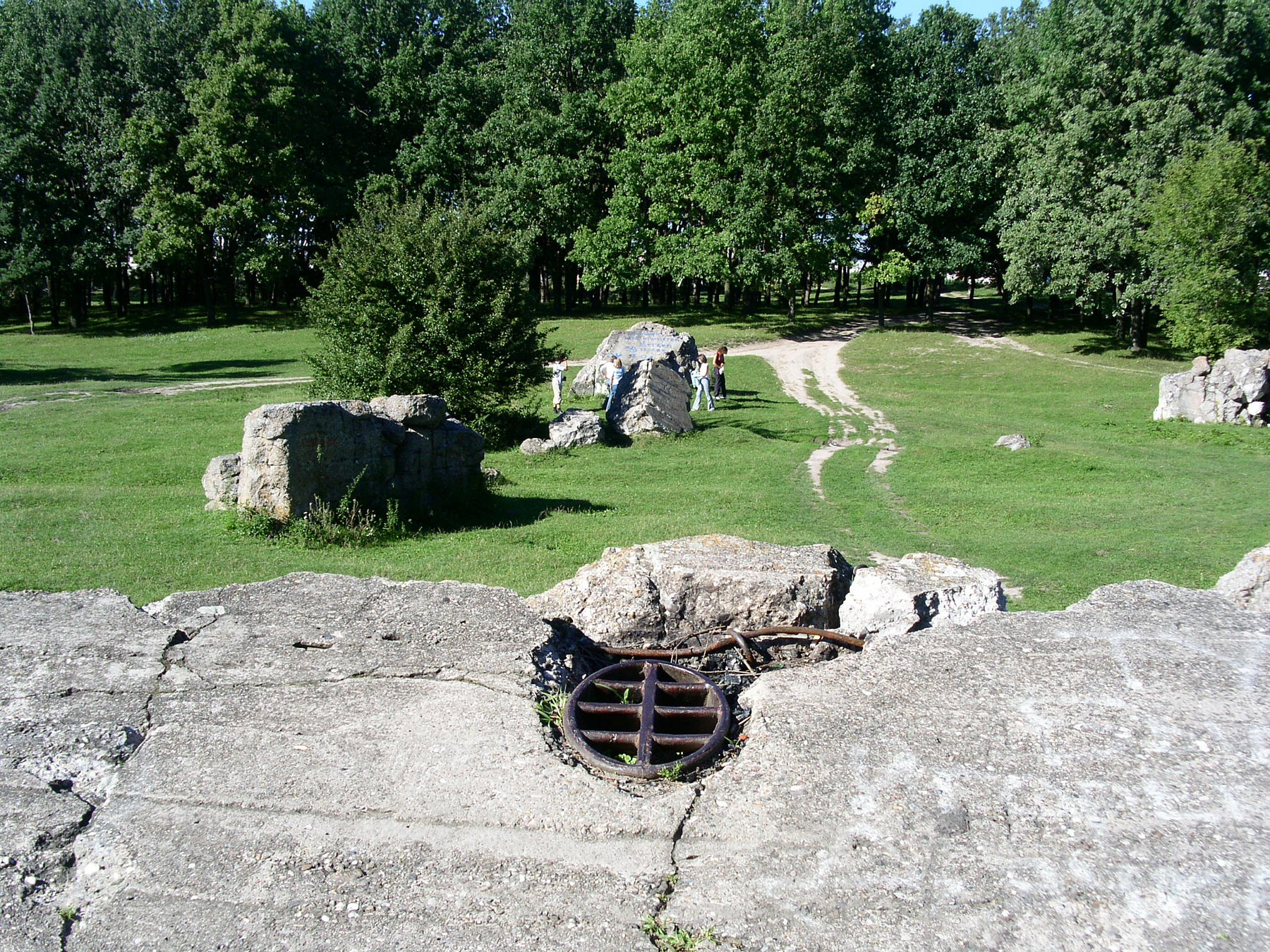
Ruines du Werwolf.

Le Werwolf (le « Loup-garou » en allemand) était le nom de code désignant un Quartier général d’Adolf Hitler pendant la Seconde Guerre mondiale. Il était situé à quelques kilomètres au nord de l'actuelle Vinnytsia en Ukraine.

## Quartier-général
Le complexe était situé dans une forêt de pins, à environ 12 kilomètres au nord de Vinnytsia en Ukraine, entre les villages de Stryzhavka et Kolo-Mikhailovka sur l'autoroute reliant Kiev[À quoi ?]. 
Il a été construit entre décembre 1941 et juin 1942 dans des conditions ultra-secrètes. L'emplacement peut avoir été influencé par l'autoroute transeuropéenne allant vers la péninsule de Crimée, qui aurait été reliée au site. La Heer (armée de terre) avait son siège régional à Vinnytsia, et la Luftwaffe avait une forte présence à Kalinovka, base aérienne située à environ 20 kilomètres.
L'hébergement de Hitler à Werwolf se composait d'un chalet modeste construit autour d'une cour privée avec son propre bunker en béton. Le reste du complexe se composait d'environ 20 chalets et baraques en bois et jusqu'à trois bunkers de classe « B », le tout entouré par une clôture de fil de fer barbelé et des positions au sol défensives reliées par des tunnels. Deux points d'observation ont été mis en place sur des plateformes dans des chênes au sein de la forêt de pins. La zone était entourée par une bande défensive de bunkers, de canons et de chars antiaériens, ainsi que par des fossés antichars et des champs de mines.
Il y avait une maison de thé, une boutique de barbier, un établissement de bains, un sauna, un cinéma et même une piscine ouverte à l'usage des habitants. Bien que cette piscine ait été principalement destinée à Hitler, il ne s'y est jamais baigné. L'installation contenait également un grand jardin potager organisé par la société horticole allemande Zeidenspiner pour fournir Hitler avec une sécurité de l'approvisionnement alimentaire. Deux puits artésiens fournissaient le site en eau ; le site avait ses propres installations de production d'électricité.
Les bunkers ont été construits par l'Organisation Todt utilisant des travailleurs ukrainiens locaux, le travail forcé, mais principalement des prisonniers de guerre soviétiques. Beaucoup de travailleurs ont ensuite été assassinés afin de maintenir le secret du site.
Le complexe était desservi par une liaison aérienne de trois heures tous les jours avec Berlin par l'aérodrome à proximité de Kalinovka. Il y avait aussi une liaison ferroviaire régulière vers Berlin-Charlottenbourg en utilisant la gare « Eichenbein » du Werwolf. Le trajet prenait 34 heures.
Lors de sa campagne de l'Est, Adolf Hitler a principalement résidé à la Wolfsschanze (près de Rastenburg, en province de Prusse-Orientale) ; il n'a séjourné au Werwolf qu'à trois reprises :
- du 16 juillet 1942 au 30 octobre 1942 ; le temps était chaud, jusqu'à 45 °C, et les bunkers étaient humides. Hitler a attrapé une sévère grippe, avec une température jusqu'à 40 °C. Dans cet état, il a signé le décret no 45 et divisé son groupe d'armées Sud en deux parties, en essayant d'atteindre à la fois les champs de pétrole du Caucase et simultanément Stalingrad ;
- du 19 février 1943 au 13 mars 1943 ;
- du 27 août 1943 au 15 septembre 1943.

## Histoire
Les nazis ont détruit le site, et ont miné l'accès au complexe souterrain, lors de la retraite de la Wehrmacht face à l'avancée soviétique. Le site a été examiné après le départ des Allemands en mars 1944, sur ordre de Joseph Staline, mais aucune documentation n'y a été trouvée. L'Union soviétique a pris des mesures pour sceller définitivement les parties souterraines du complexe.
Aujourd'hui, seule la piscine et des fragments de béton restent visibles sur le site, qui est devenu une zone de loisirs. À proximité se trouve un mémorial pour les milliers de travailleurs et d'autres personnes enterrés par les nazis dans des gravières à proximité.

## Photos

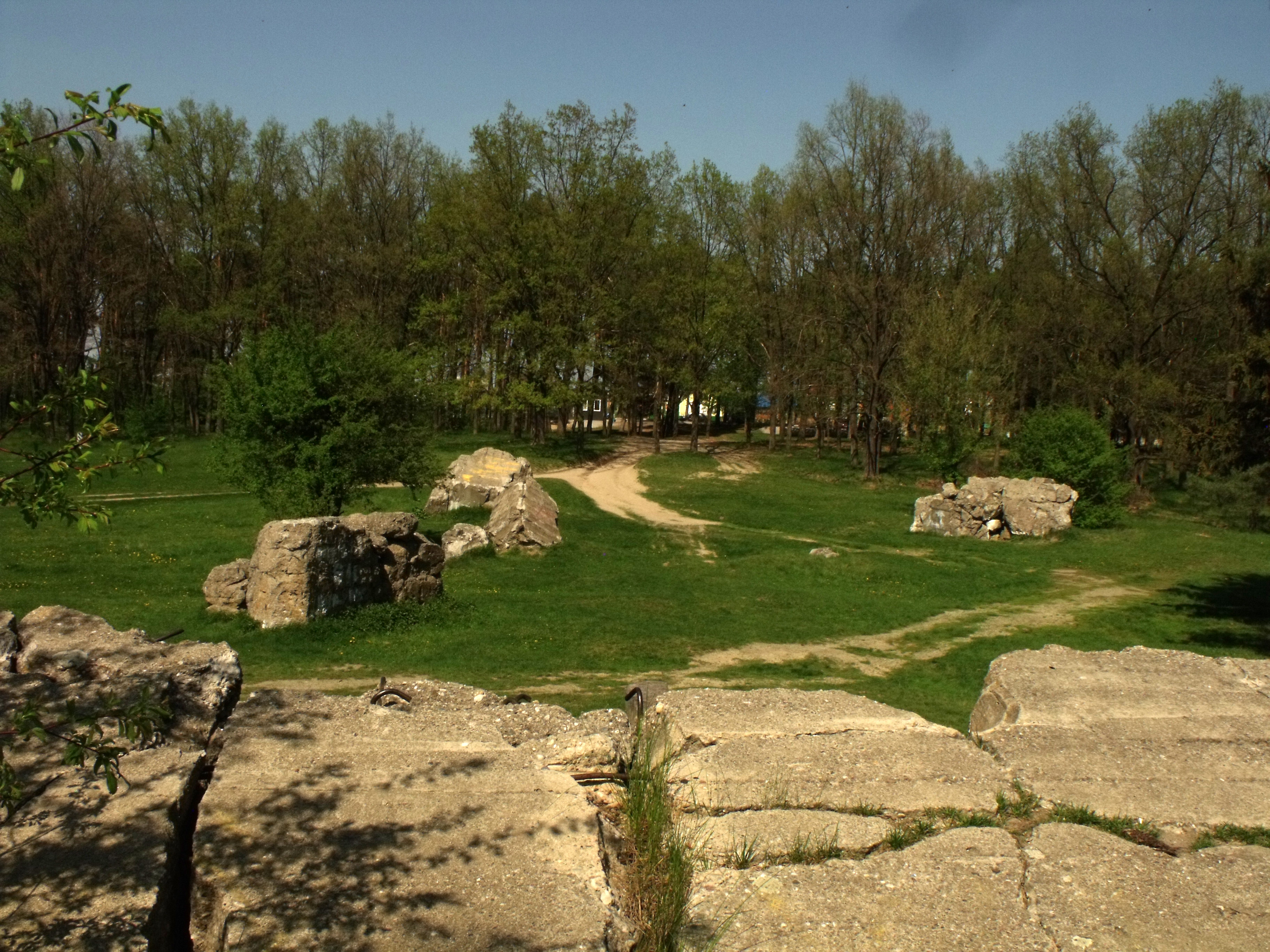
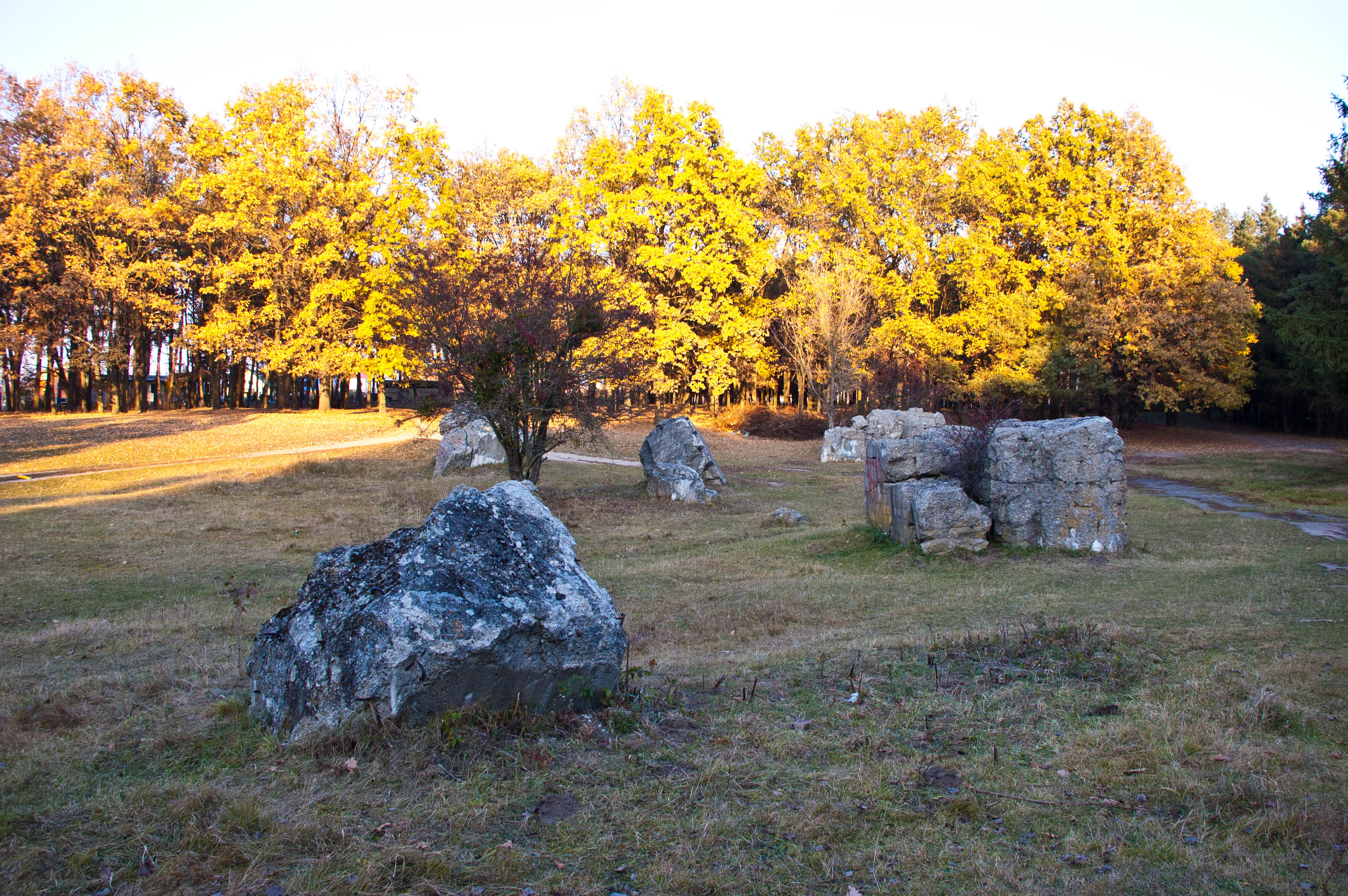
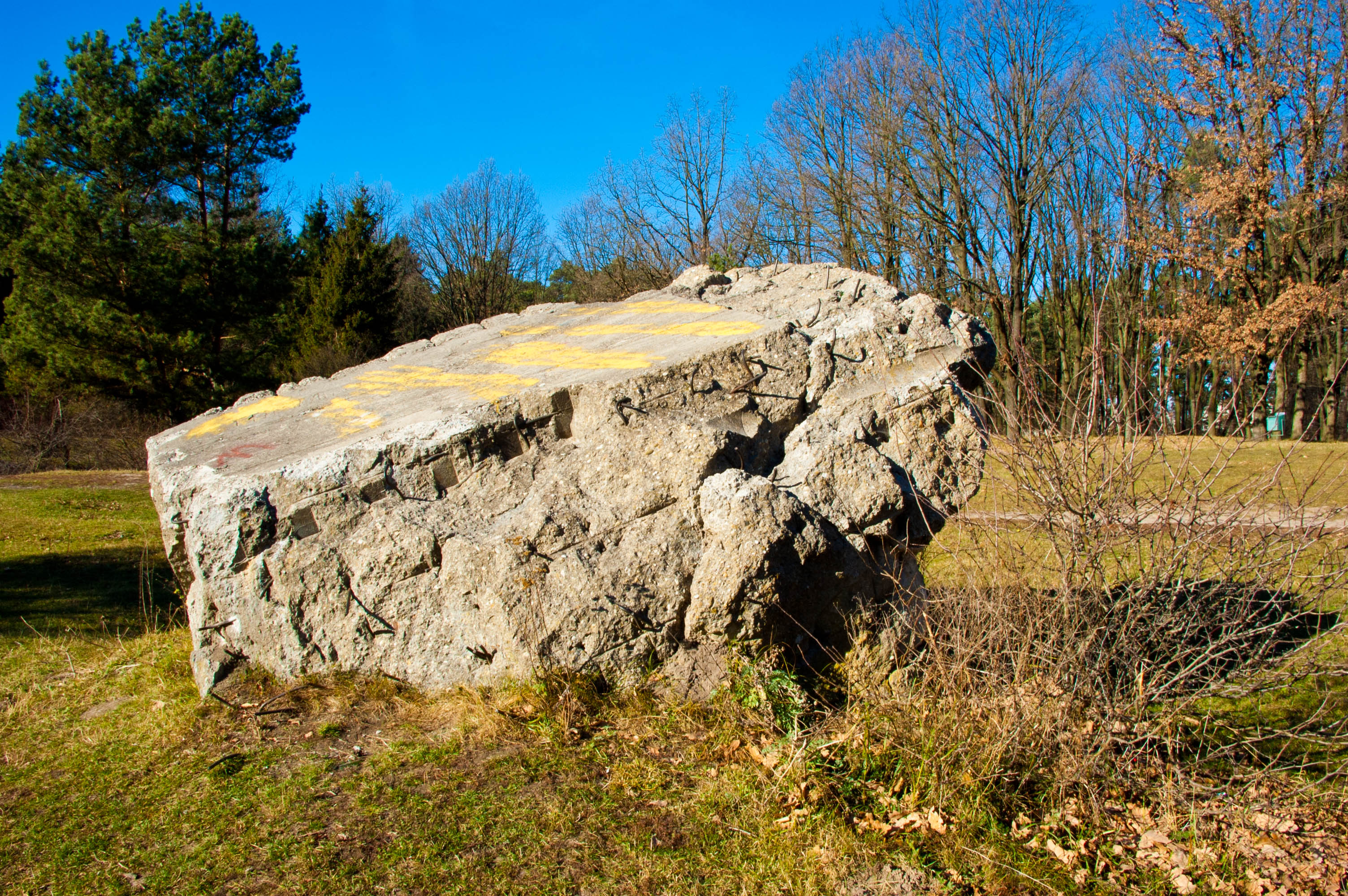
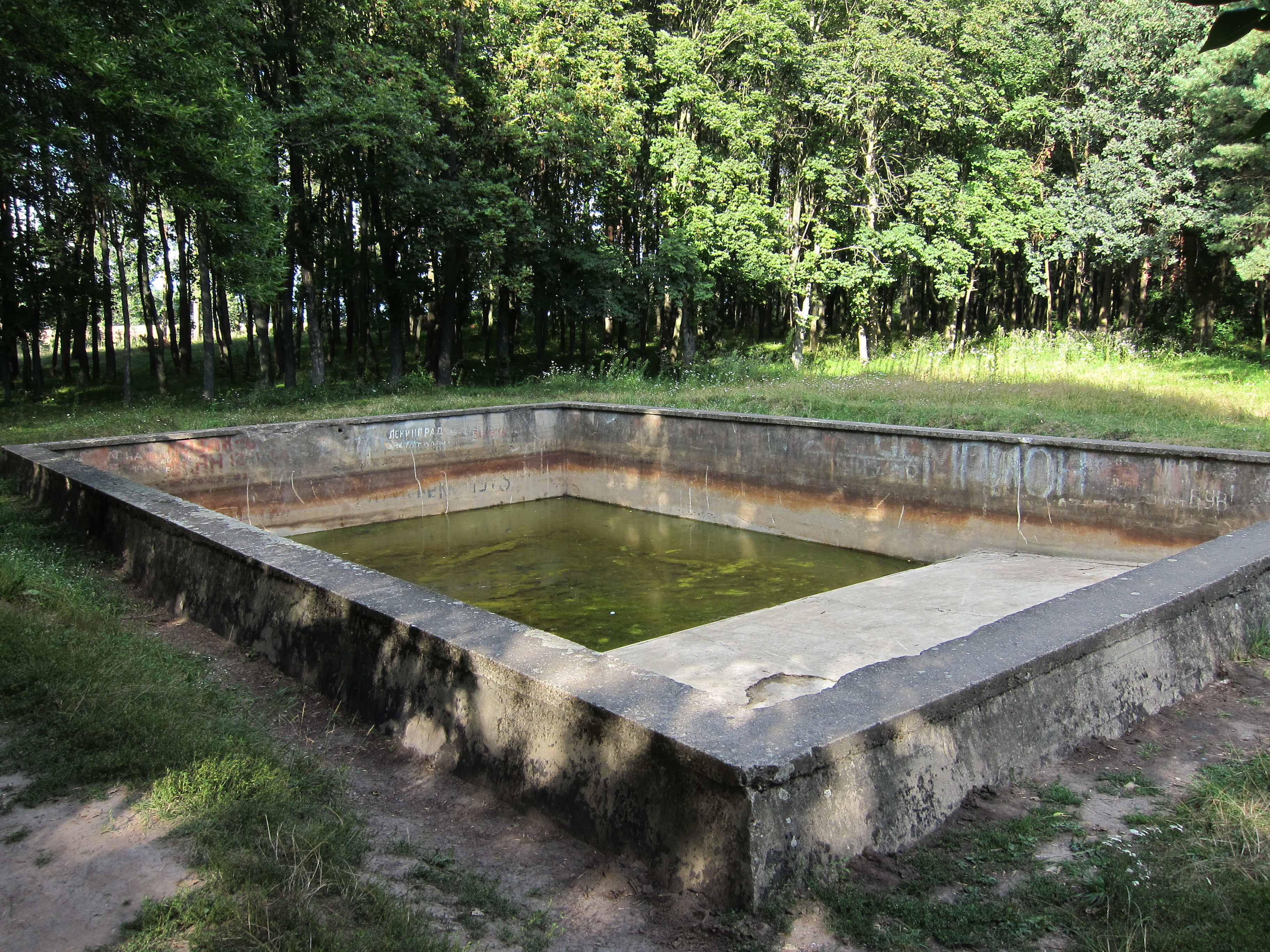
Reste des ehemaligen Schwimmbades der Bunkeranlage
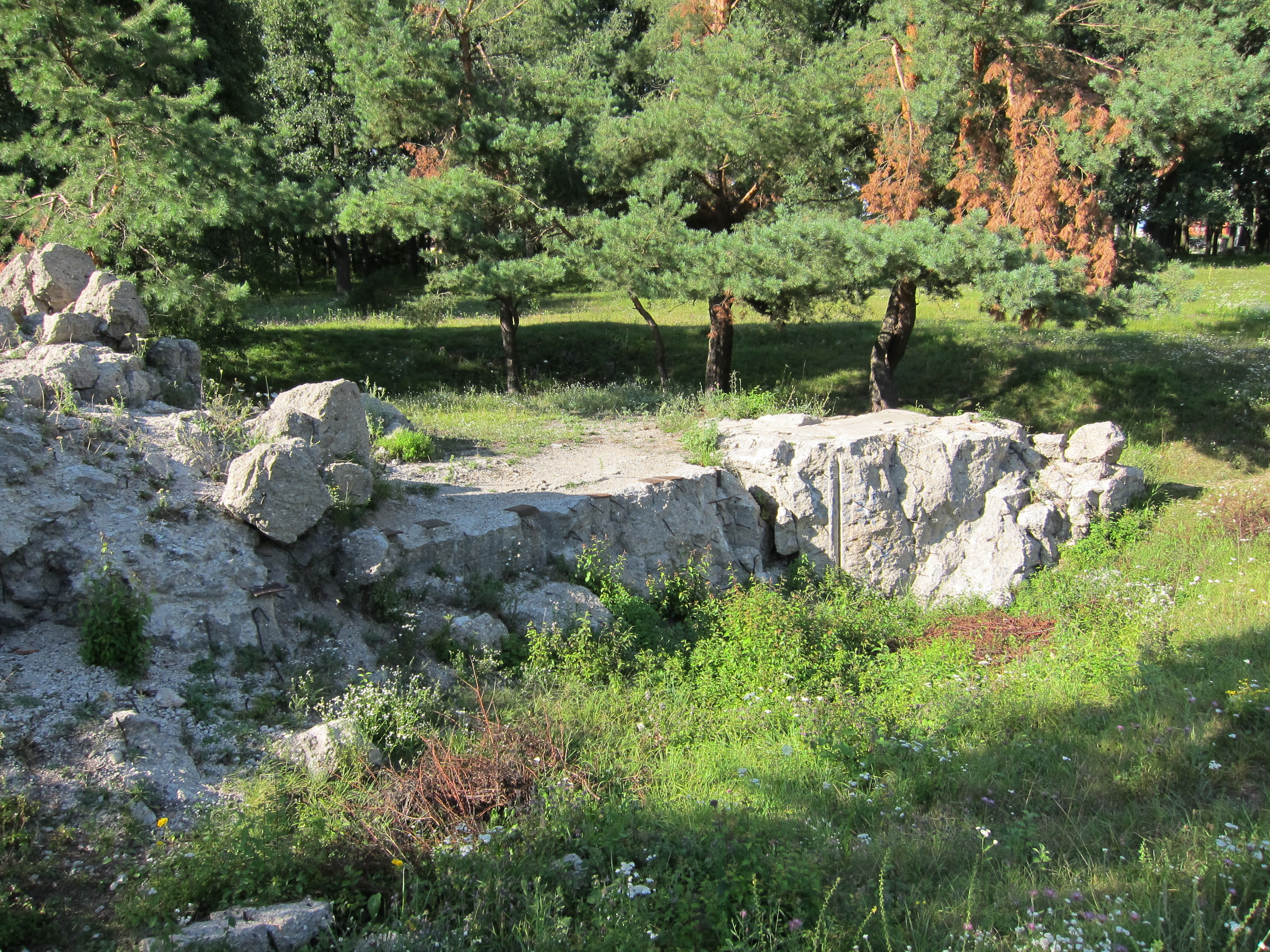
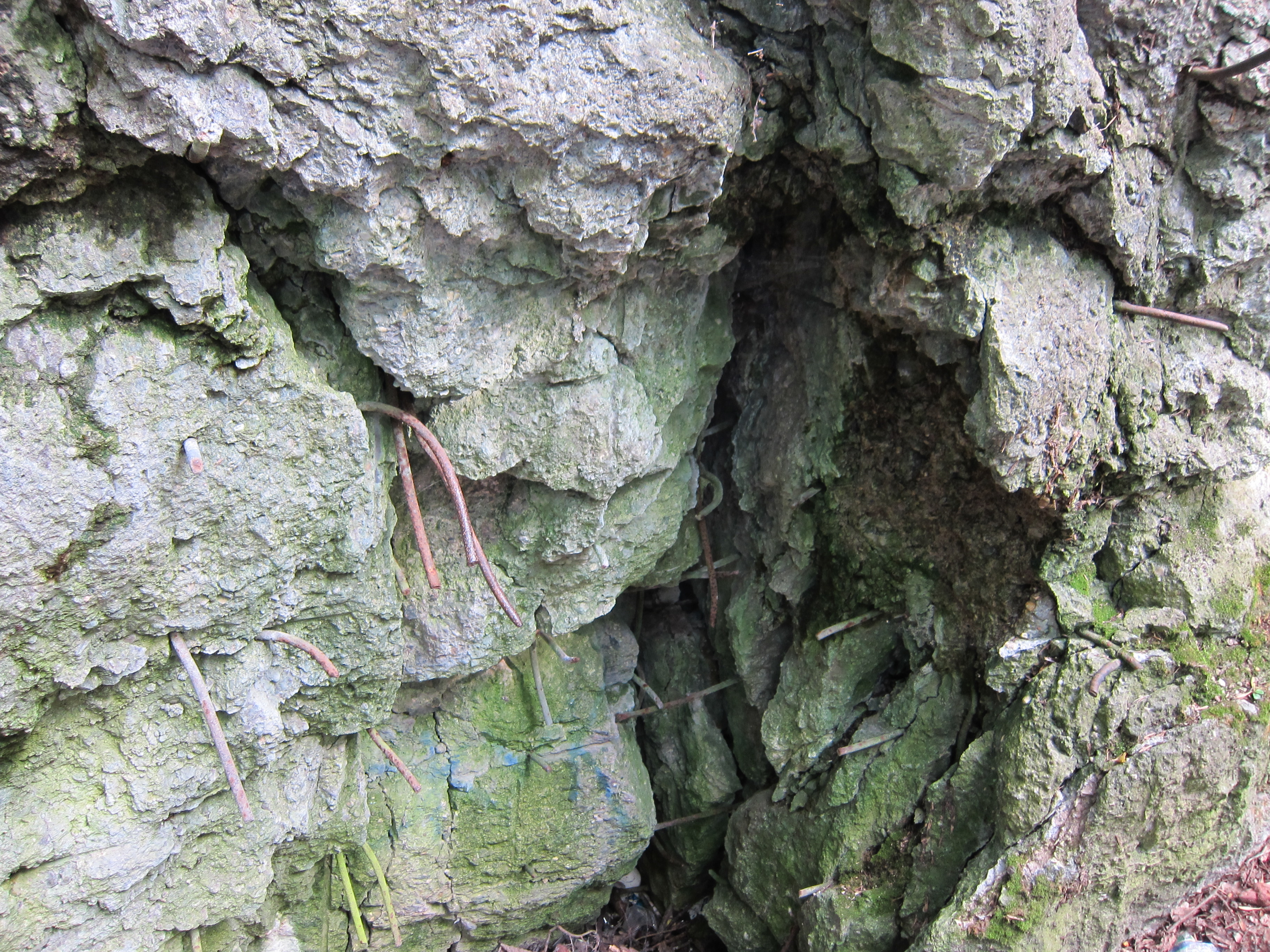
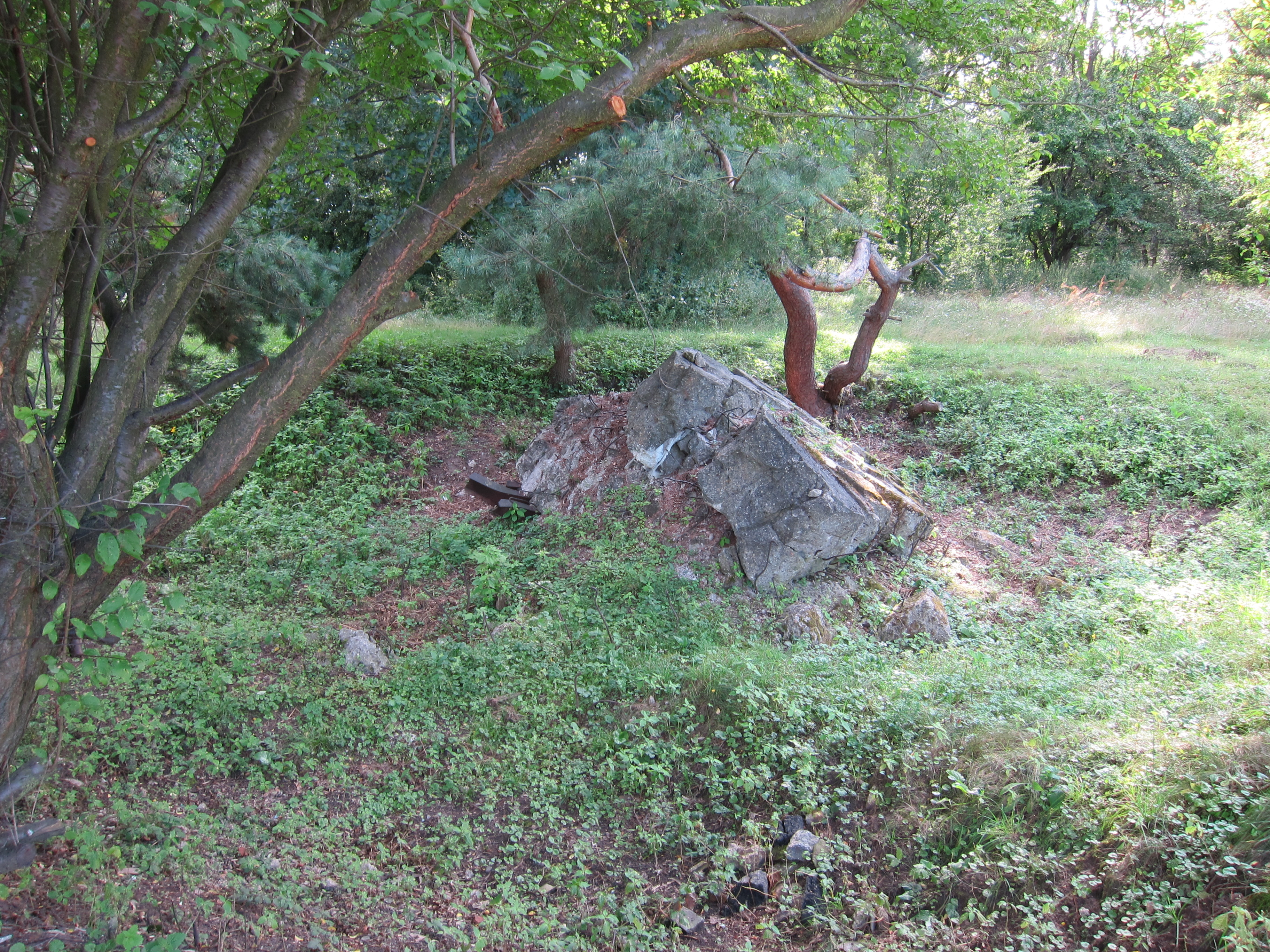
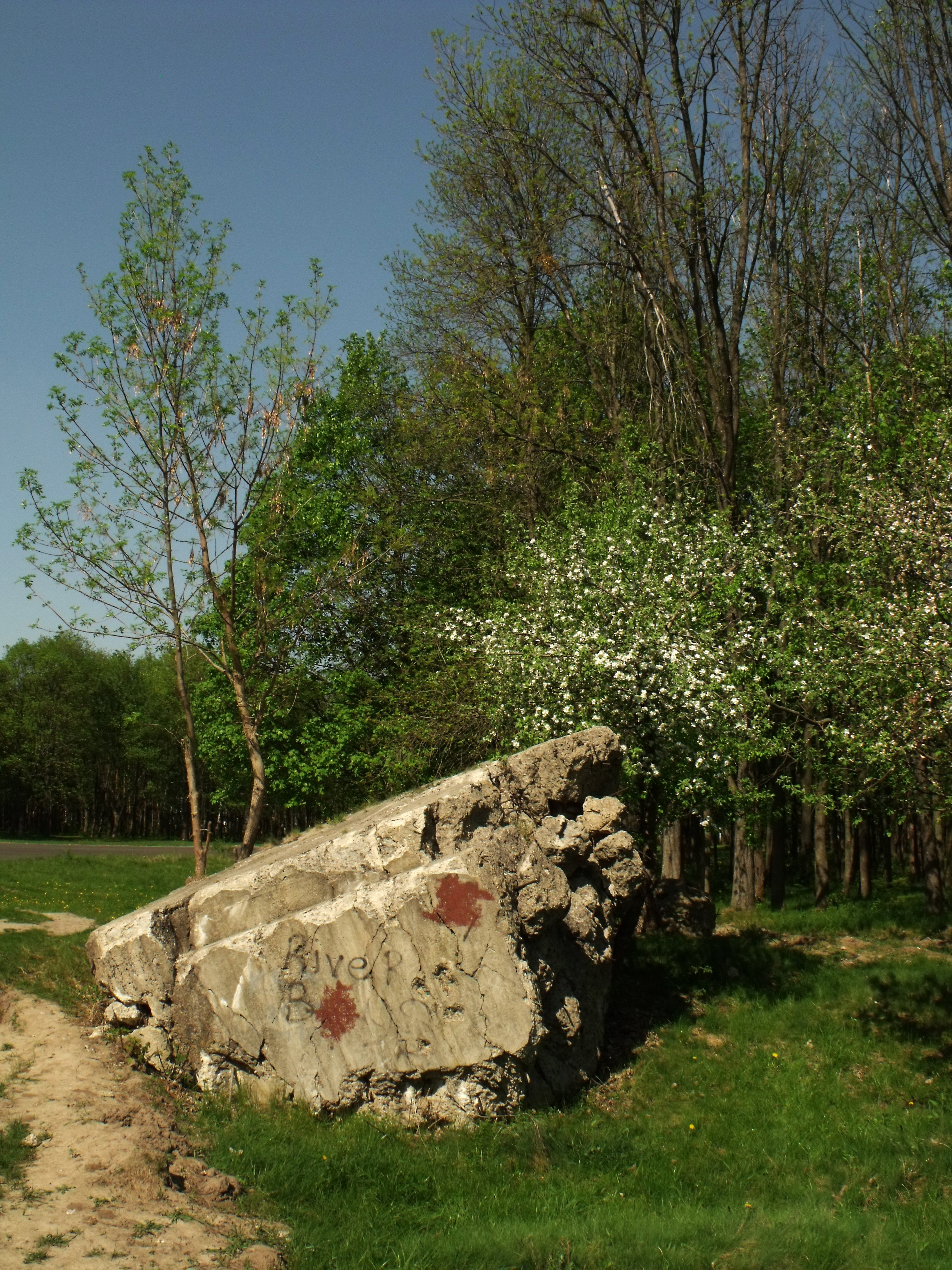
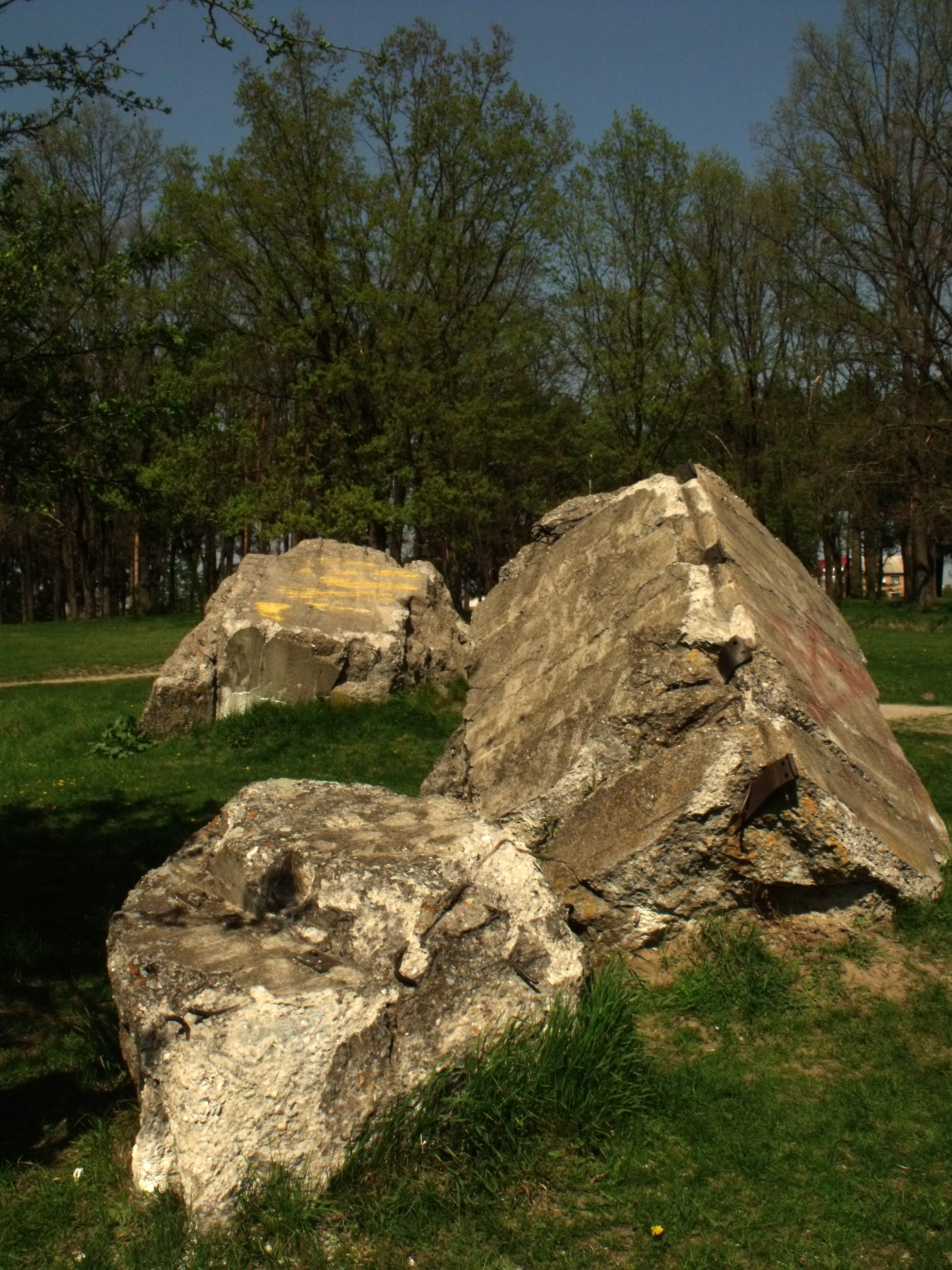